# Gaylussacia angustifolia
Gaylussacia angustifolia är en ljungväxtart som beskrevs av Adelbert von Chamisso. Gaylussacia angustifolia ingår i släktet Gaylussacia och familjen ljungväxter. Inga underarter finns listade i Catalogue of Life.